# NGC 5043
NGC 5043 (również ESO 132-SC2) – gromada otwarta znajdująca się w gwiazdozbiorze Centaura. Odkrył ją John Herschel 7 czerwca 1837 roku. Jest położona w odległości ok. 3,2 tys. lat świetlnych od Słońca.